# Mai 2016
Le mois de mai 2016 est le 5e mois de l'année 2016.

## Événements
- 1er mai : d'importants feux de forêt se déclarent dans le district de Fort McMurray (Alberta) au Canada menaçant environ 100 000 habitants qui doivent fuir leurs habitations.
- 5 mai : 
  - élections parlementaires écossaises, élections législatives galloises, élections législatives nord-irlandaises ;
  - le travailliste Sadiq Khan, fils d'immigrés pakistanais, est élu maire de Londres et succède au conservateur Boris Johnson.
- 6 mai : 
  - ouverture du septième congrès du Parti du travail de Corée ;
  - en Irlande, Enda Kenny est réélu au poste de Taoiseach.
- 9 mai :
  - élection présidentielle où Rodrigo Duterte est élu, élections législatives (en) et sénatoriales (en) aux Philippines ;
  - un transit de Mercure passant devant le Soleil est visible depuis la Terre.
- 10 mai : la NASA annonce la découverte de 1 284 nouvelles planètes grâce au télescope Kepler.
- 11 mai : trois attentats frappent Bagdad, capitale de l'Irak, faisant un total de 94 morts et 103 blessés.
- 12 mai : à la suite de la suspension de Dilma Rousseff, Michel Temer devient président du Brésil par intérim.
- 14 mai : finale du Concours Eurovision de la chanson 2016 en Suède, remportée par la chanteuse ukrainienne Jamala.
- 15 mai : élection présidentielle et législatives en République dominicaine, Danilo Medina est réélu.
- 17 mai : le social-démocrate Christian Kern est investi chancelier fédéral d'Autriche, une semaine après la démission de son prédécesseur Werner Faymann.
- 19 mai : le vol 804 EgyptAir, en partance de Paris et à destination du Caire, s’abîme en mer Méditerranée.
- 21 mai : mort du chef des talibans afghan Akhtar Mohammad Mansour à la suite d'un bombardement américain au Pakistan.
- 22 mai :
  - élection présidentielle en Autriche (2e tour), Alexander Van der Bellen est élu face à Norbert Hofer ;
  - élections législatives à Chypre ;
  - référendum constitutionnel (en) au Tadjikistan ;
  - élections législatives au Viêt Nam ;
  - Ken Loach reçoit la palme d’or du Festival de Cannes 2016 pour son film Moi, Daniel Blake.
- 23 mai : des attentats, revendiqués par l’État islamique à Tartous et Jablé, en Syrie, font 184 morts.
- 24 mai : Binali Yıldırım est nommé Premier ministre de Turquie.
- 26 et 27 mai : 42e sommet du G7 au Japon.
- 28 mai : départ de l'expédition scientifique Tara Pacific.
- 29 mai : le cycliste italien Vincenzo Nibali remporte la 99e édition du Tour d’Italie.
- 31 mai : lancement officiel de FRIPON, réseau français de détection de météores et météorites.